# KZ Sajmište

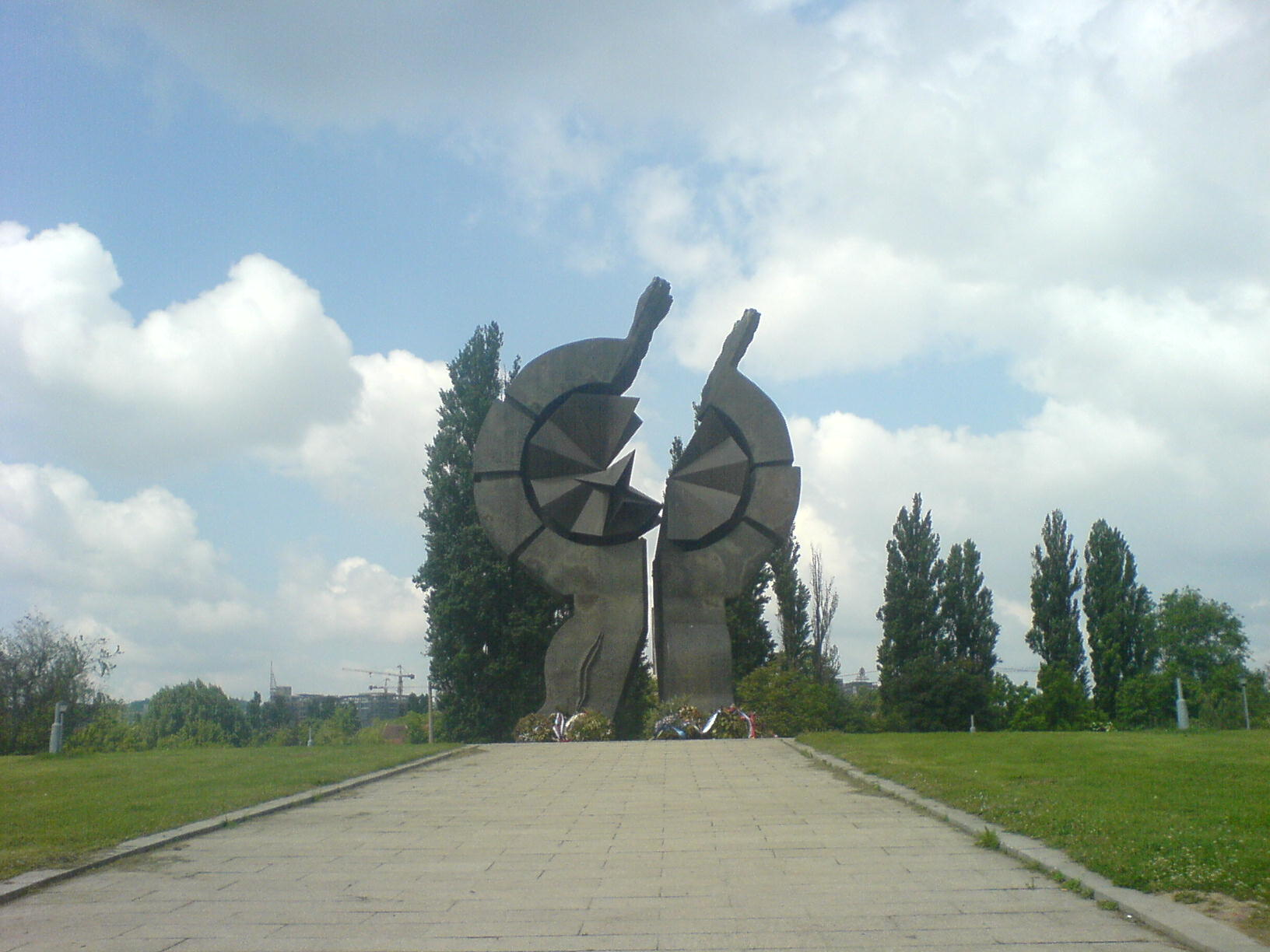
Mahnmal am Rand des ehemaligen KZs

Das KZ Sajmište, auch Judenlager und später Anhaltelager Semlin genannt, war während des Zweiten Weltkriegs neben dem KZ Banjica ein Konzentrationslager nahe Belgrad.
Es befand sich administrativ auf dem Gebiet des Unabhängigen Staates Kroatien (NDH). Heute gehört das Gebiet zu Novi Beograd, Serbien. Anfänglich wurde das Lager für serbische Juden errichtet. Die Zahl der Lagerinsassen wird auf insgesamt etwa 40.000 Menschen geschätzt, von denen über 10.000 ums Leben kamen. Das Lager bestand von Oktober 1941 bis Juli 1944.

## Errichtung

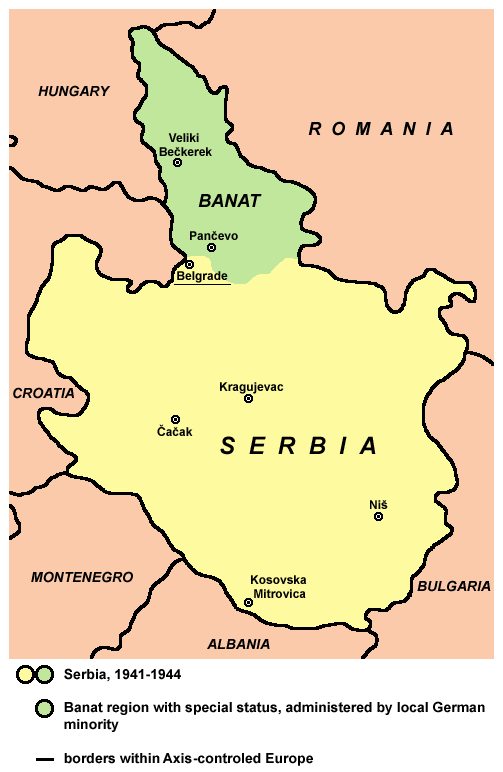
Serbien unter deutscher Militärverwaltung 1941–1944

Auf Beschluss des deutschen Militärverwaltungschefs wurde von den deutschen Besatzern am 28. Oktober 1941, für die jüdischen Bewohner Belgrads und des Banats, ein Konzentrationslager auf dem ehemaligen Messegelände (Sajmište), in einer Halle des Pavillon Nr. 3, der Gemeinde Zemun eingerichtet. Da das linksseitige Saveufer mit Zemun dem kroatischen NDH-Staat zugeschlagen worden war, wurden die kroatischen Behörden gebeten, das Messegelände (Sajmište serbisch für Messegelände) für die Errichtung eines Konzentrationslagers zu übergeben. Die Ustascha stellten als Bedingung, dass Wachen im Lager ausschließlich von Deutschen gestellt würden und der Unterhalt des Lagers vom serbischen Okkupations-Territorium bedient würde. So war für die Versorgung der Inhaftierten die Stadtverwaltung von Belgrad zuständig. Der erste Lagerkommandant war Edgar Enge, welcher im Januar 1942 von Herbert Andorfer abgelöst wurde. Die Lagerwachen waren Angehörige der Waffen-SS und die Verwaltung unterlag der Gestapo. Die Gefangenen wurden von der serbischen Regierung der nationalen Rettung und den deutschen Besatzungstruppen ausgeliefert.

### Deportation der jüdischen Bevölkerung
Die massenhafte Internierung der jüdischen Bevölkerung begann am 8. Dezember 1941. Die Juden Belgrads wurden aufgerufen, sich bei der serbischen Sonderpolizei zu melden und ihre Haus- und Wohnungsschlüssel auszuhändigen. Bis zum 15. Dezember 1941 befanden sich 5291 überwiegend Belgrader Juden im Lager. Die Zahl der Lagerinsassen wuchs durch Heranbringen der jüdischen Bevölkerung aus dem KZ Šabac, Niš, Kragujevac und anderen Orte noch an. Ende Februar 1942 kamen die letzten Juden aus Kosovska Mitrovica und Novi Pazar hinzu. Insgesamt wurden 7500 Juden der Region in das Lager deportiert.

### Lagerbedingungen der Deportierten

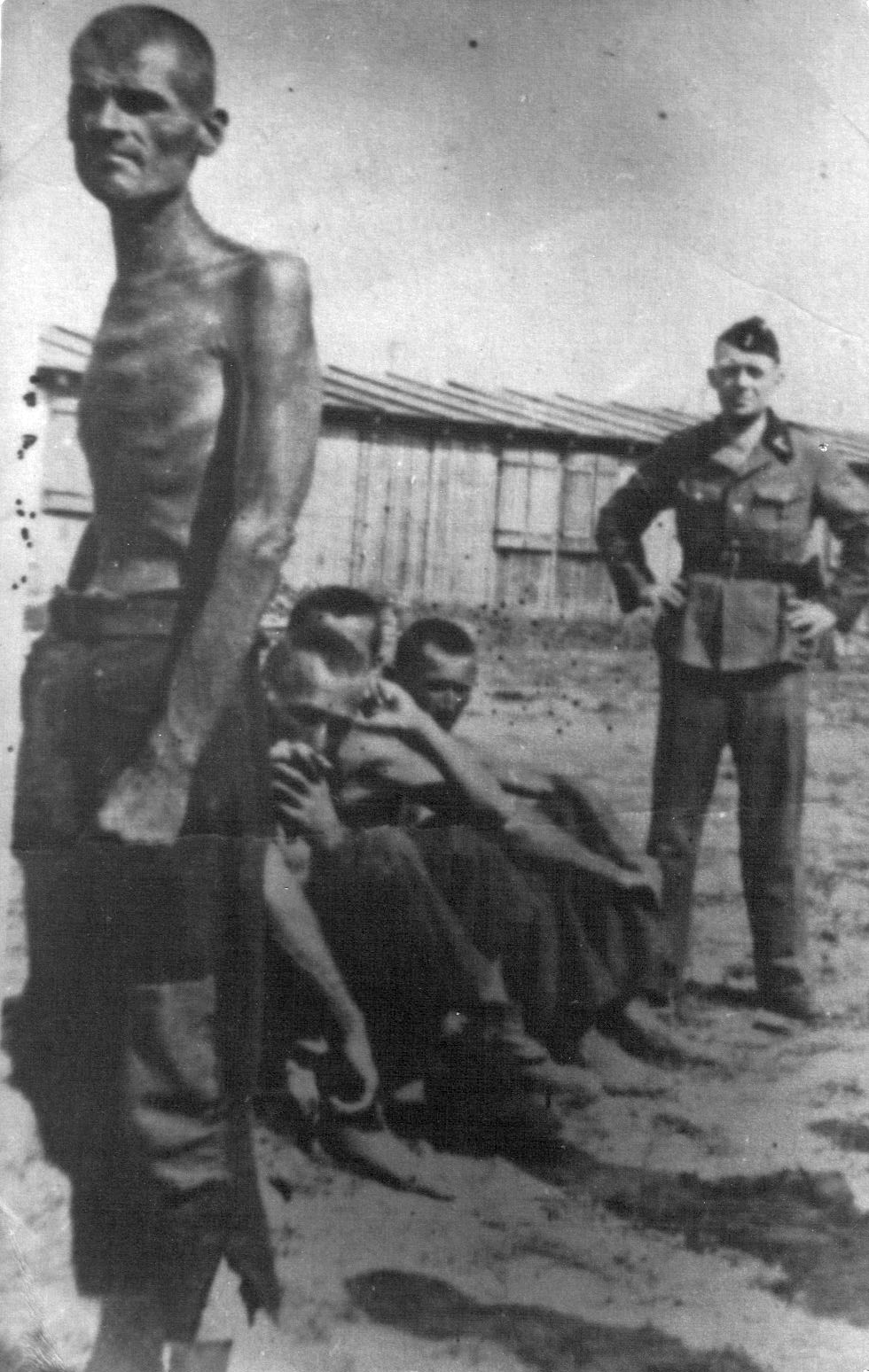
Gefangene Partisanen im Lager, 1942

Das Lager Sajmište war während der Bombenangriffe 1941 schwer in Mitleidenschaft gezogen worden. Die meisten der deportierten Juden, etwa 5000 Menschen, befanden sich im Pavillon 3. Der Pavillon war für diese Menschenzahl deutlich zu klein und im harten Winter 1941/42 starben viele der Insassen. Von 5000 inhaftierten blieben bis Mitte Mai 1942 nur noch sechs Frauen übrig. Das Essen bestand aus minimalen Lebensmittelrationen. Nach Aussagen einer Lagerinsassin starben täglich im Durchschnitt 5 bis 6 Personen. Die Zahl der Toten vor der Anwendung von Gas betrug nach Schätzungen 10 %, die durch Hunger, Kälte oder Krankheit starben.

### Vergasung
Nachdem die Massenerschießungen im Sommer und Herbst 1941 in Kragujevac und Kraljevo für die Ausführenden zu psychischen Defekten führten, wurde auch im KZ Sajmište die Ermordung der Lagerinsassen durch Gaswagen durchgeführt. Hierfür wurde ein Lastwagen der Marke Saurer mit einem Kastenaufbau von 5,8 m Länge und 1,7 m Höhe eingesetzt, der 80 bis 100 Häftlinge fassen konnte. Von Anfang März bis Anfang Mai 1942 fuhr der Gaswagen fast täglich zu einem Schießplatz bei Avala, der etwa 15 km südöstlich von Belgrad lag. Dort wurden die Leichen vergraben. Ab November 1943 wurden die Leichen ausgegraben und im Rahmen der Aktion 1005 unter Paul Blobels Leitung beseitigt.

## Ergebnis der Vernichtung
Die meisten der Juden Serbiens wurden im Lager Sajmište ermordet. Es wird geschätzt, dass im Lager etwa 8000 Menschen starben.
Vor dem Zweiten Weltkrieg lebten 10.400 Juden in Belgrad und etwa 16.000 in ganz Serbien. Etwa 90 Prozent wurden während des Holocaust ermordet. Eine Vielzahl von Menschen starb an Hunger, Kälte und Epidemien. Eine unbekannte Anzahl von Männern wurde erschossen. Die Erschießungen wurden an denselben Orten, an denen auch Insassen des Lagers KZ Banjica umgebracht wurden, begangen.
Ende Januar 1942 befanden sich 6500 Juden im Lager, Februar waren es 5503, April noch 2974 und im Mai waren es nur noch 491 jüdische Insassen. In den nachfolgenden Zehntagesmeldungen des kommandierenden Generals und Befehlshabers in Serbien wurden keine jüdischen Häftlinge mehr in Sajmište erwähnt.
Im Jahr 1944 trafen Bomber der US Air Force bei einem Luftangriff das Lager, wobei 80 Lagerinsassen getötet und 170 verletzt wurden. Das eigentliche Ziel war der nahe gelegene Bahnhof.

## Gedenken
Am 21. April 1995 wurde an der Stelle des früheren KZ Sajmište eine zehn Meter hohe Statue im Gedenken an die Opfer eingeweiht, allerdings ohne besondere Erwähnung der ermordeten Juden.
Um das Andenken zu bewahren, entstand im Auftrag des Fernsehsenders TV B92 ein einstündiger Dokumentarfilm über das Lager. Dieser erlebte im Februar 2009 seine Erstausstrahlung und ist auf der Website des Senders abrufbar.
Im Juli 2010 traf sich eine Gruppe von deutschen und serbischen Studenten in Belgrad, um im Zusammenhang mit der Geschichtswerkstatt Europa von der Stiftung „Erinnerung, Verantwortung und Zukunft“ eine Internetpräsenz zu erstellen. Seit März 2011 kann hier die Geschichte des Lagers, der jeweiligen Gebäude sowie die Visionen von 15 während der Geschichtswerkstatt interviewten Personen eingesehen werden.
Im Rahmen des von der EU geförderten Projekts Doppelte Last – Lernen über Nationalsozialismus und Holocaust in Europa erarbeiteten Schüler des Dritten Belgrader Gymnasiums gemeinsam mit Lehrern, Künstlern und Dokumentationsarchiven das Dokumentar-Theaterstück Nevidljivi Spomenici – priručnik za čitanje grada (Unsichtbare Mahnmale – Anleitung eine Stadt zu lesen). Themen des kritischen Stückes sind der Zweite Weltkrieg, der antifaschistische Widerstand und der Holocaust in Belgrad sowie dessen Verdrängung, wobei auch das KZ Sajmište eine wichtige Rolle spielt. Insbesondere wird kritisiert, dass es bis heute keinen Gedenkort für die Opfer des KZ Sajmište gibt. Die Erstaufführung des Stückes fand am 27. März 2015 im Bitef-Theater in Belgrad statt.